# Conophorus fallax
Conophorus fallax är en tvåvingeart som först beskrevs av Greene 1921.  Conophorus fallax ingår i släktet Conophorus och familjen svävflugor. Inga underarter finns listade i Catalogue of Life.